# La Madeleine-Bouvet
La Madeleine-Bouvet è un comune francese di 413 abitanti situato nel dipartimento dell'Orne nella regione della Normandia.

## Società

### Evoluzione demografica
Abitanti censiti